# ۱۴۷۸ (میلادی)
۱۴۷۸ (میلادی) هزار و چهارصد و هفتاد و هشتمین سال تقویم میلادی است.

## زادگان
- ۲۶ مه – کلمنت هفتم، کشیش فرانسوی (د. ۱۵۳۴)

## درگذشتگان
- ۲۶ آوریل – جولیانو مدیچی، سیاست‌مدار ایتالیایی (ز. ۱۴۵۳)